# När livet inte blir som vi har tänkt oss
När livet inte blir som vi har tänkt oss är en svensk psalm med text skriven 1980 av författaren Ylva Eggehorn och musiken skriven 1991 av tonsättaren Ingmar Wendschlag. Texten bygger på Psaltaren 42:6.

## Publicerad i
- Psalmer i 90-talet som nummer 900.[1]
- Verbums psalmbokstillägg 2003 som nummer 779 under rubriken "Att leva av tro: Vaksamhet - kamp - prövning".[1]
- Psalmer och Sånger 1987 som nummer 841 under rubriken "Att leva av tro: Vaksamhet - kamp - prövning".[2]
- Sång i Guds värld Tillägg till Svensk psalmbok för den evangelisk-lutherska kyrkan i Finland 2015 som nummer 942 under rubriken "Framtid och hopp".